# Milagros Caturla
Milagros Caturla (Barcelona, 1920 - Sant Cugat del Vallès, 2008) va ser una fotògrafa catalana, reconeguda per captar amb les seves imatges la vida quotidiana de Barcelona de finals de les dècades del 1950 i 1960.

## Biografia
Milagros Caturla era la setena filla de Luis Caturla, tinent coronel d'Infanteria, i de Josefa Soriano. Va tenir nou germans. La seva adolescència i joventut va coincidir amb els anys de la República. Va obtenir el títol de mestra però mai va arribar a exercir. A més de tenir el seu propi taller de modista al domicili dels pares, també va treballar en una empresa d'alimentació i va ser funcionària de la Diputació Provincial de Barcelona.
En aquells temps la fotografia no era una afició barata (el paper fotogràfic, els rodets, els líquids de revelat i fixat, etc.), però el seu sou li va permetre comprar-se una Leica M2, aleshores la més barata de la marca, i tenir el seu propi laboratori de revelat a casa, al número 212 del carrer València de Barcelona.
Les dades biogràfiques reconstruïdes a través del relat dels seus nebots, tracen un breu perfil sobre Milagros Caturla i proporcionen un perquè del seu brusc i llastimós pas a l'oblit. Les circumstàncies familiars van obligar Milagros Caturla a deixar el seu pis del carrer València. Es va traslladar a Ciutat Vella, al carrer dels Capellans on no cabia el seu laboratori de revelat.
Els últims anys de la seva vida va patir Alzheimer.

## Sòcia de l'Associació Fotogràfica de Catalunya
A la seva segona destinació a la Diputació al departament d'agrimensura, Milagros Caturla va tenir contacte amb la fotografia aèria. Però el que desitjava era diferent; per això, el 26 d'octubre del 1957 va ingressar a l'Agrupació Fotogràfica de Catalunya (AFC) amb el número de sòcia 1.859. Aquell mateix any hi ingressava com a soci Joan Colom. Dos anys després, Eugeni Forcano, soci també, hi presentava els seus primers treballs en els anomenats salons fotogràfics. Abans que ells, hi havia el treball al carrer de Francesc Català Roca i Xavier Miserachs.
Per a les dones no va ser tan fàcil com per a Forcano i Colom. L'AFC, fundada el 1923, ja havia intentat des del mateix moment del seu naixement tenir un grup femení. El 1924 s'hi van apuntar dues dones, Mercè Vilamur i Paulina Macià, però el projecte no va prosperar. Segons el treball historiogràfic de Victòria Bonet, historiadora de l'AFC, ser dona en aquell context no era gens fàcil; una vegada Carmen Garcia Pedrosa, una de les fotògrafes, li va explicar que les insultaven quan sortien al carrer amb les càmeres i els cridaven que se n'anessin cap a casa a fregar plats.

## Troballa i treball de investigació
L'any 2001, Tom Sponheim, un turista estatunidenc de visita a Barcelona, va comprar uns negatius de fotografies en els Encants. Quan després de les vacances va revelar els negatius i en va veure el contingut, va tenir curiositat per conèixer-ne l'autoria. Va pujar-les a Facebook per si algú sabia qui les havia fetes
Begoña Fernández va saber de l'existència d'aquelles fotos i va tenir el pressentiment que devien ser obra d'una dona. En moltes d'aquelles fotos només sortien nenes i estaven fetes en una escola. Era l'escola Carmen Tronchoni, coneguda avui com a Tres Pins. Fernández va consultar els butlletins antics de l'Associació Fotogràfica de Catalunya i hi va trobar una de les fotos dels negatius que havia comprat el turista americà. És una foto que es titula Fervor, i s'hi veu una dona gran, amb cara de desconsol i amb un rosari a les mans. Aquella fotografia va guanyar un premi en un concurs de fotografia d'aficionats l'any 1961.
Les fotografies de la Milagros Caturla van començar a acumular premis, a vegades en concursos només per a dones, però a vegades no. El 1961 va quedar segona en el premi fotogràfic de les festes de Gràcia, només per darrere d'Eugeni Forcano.